# Eurídice Cabañes
Eurídice Cabañes (Valencia, España 26 de septiembre de 1983) es una filósofa española especializada en filosofía de la tecnología. Es presidenta de ARSGAMES en México y fue asesora y colaboradora en el Centro Multimedia de CENART. Investiga varias disciplinas, entre ellas filosofía, arte, tecnología y ciencias cognitivas.

## Biografía
Licenciada en Filosofía de la Tecnología, tiene también un máster en Lógica y Filosofía de la Ciencia y otro en Experto en Neurociencias. Escribe la tesis doctoral “La tecnología en las Fronteras” en el Doctorado en Filosofía y Lingüística de la Facultad de Filosofía y Letras de la Universidad Autónoma de Madrid. Esto hizo que en 2010 fuese miembro visitante del Imperial College London en el ComputationalCreativityGroup.
Fue vicepresidenta de ARSGAMES México entre 2009 y 2012, siendo desde ese mismo año y hasta la actualidad presidenta de la entidad. Es también Curator en Transitio_MX 06. Cabe destacar su trabajo como profesora externa en el Programa de posgrado "Formación de formadores y jóvenes en el uso y creación de videojuegos y realidad aumentada” en el curso 2015/2016. Fue profesor invitado en la Universidad Autónoma de Occidente en noviembre de 2015.
Cuenta con más de 40 publicaciones entre las que se encuentran artículos, ponencias y contenidos de cursos. Cabe destacar el proyecto “Gamestar(t): pedagogías libres en la intersección entre el arte, la tecnología y los videojuegos”, los contenidos del curso de aprendizaje de sistemas de evaluación en simuladores Simulexus (un proyecto cofinanciado por el ministerio de industria, turismo y comercio dentro del plan nacional de investigación científica, desarrollo e innovación tecnológica y el fondo social europeo) o la coordinación de un número monográfico del Injuve (Instituto de la Juventud) titulado “Jóvenes, Tecno-filosofía y Arte Digital”.

## Trayectoria
En la universidad, Cabañes estudiaba asignaturas de dos departamentos, el de Estética y el de Lógica y Filosofía de la Ciencia, sin decantarse por ninguna de las dos ramas. En 2007 fue a un congreso de Inteligencia Artificial, donde conoció a Ramón López de Mantarás, quien trabaja en temas de creatividad computacional. Este congreso le abrió los ojos a Eurídice hacia lo que sería su futuro profesional. En el mismo congreso conoció a  Carlos Tardón, gracias al cual se puso en contacto con Flavio Escribano. Este llevaba a cabo el congreso anual ARSGAMES, y con él fundaría posteriormente la asociación.
Más tarde publicó “Nietzsche y los cyborgs”, donde actualizaba el pensamiento de autores como Nietzsche. Esto demuestra su motivación para hacer filosofía contemporánea.
En el año 2012 presentó ARSGAMES en DevHr.Mx, un foro internacional de profesionales del videojuego, en México. Es uno de los eventos sobre videojuegos más importantes del país. Cabañes fue como conferenciante internacional. Después regresó a Madrid, pero en menos de un mes le fue ofrecido un contrato en el Centro Multimedia del CENART. Allí había tenido lugar el DevHr.Mx. Por otra parte, la plataforma editorial híbrida del mundo del videojuego Sello ARSGAMES estaba dando sus primeros pasos en ARSGAMES. La presentación de dicha plataforma se hizo a tiempo real, conectada entre México y Madrid.
En la edición del 2014 de DevHr.Mx, Cabañes participó en el panel de comunicaciones de desarrollo, así como en las mesas de educación y género. También se encargó de dar una conferencia acerca de Sello ARSGAMES.
El papel de Cabañes como puente entre ARSGAMES y México ha sido muy importante. Ha servido para poner en contacto empresas españolas y mexicanas, quienes trabajan ahora conjuntamente en proyectos de videojuegos y educación.
En 2019 comisarió para la Fundación Telefónica, la exposición «Videojuegos. Los dos lados de la pantalla».
Además de su trayectoria en filosofía y en el campo de los videojuegos, ha participado en laboratorios para ayudar en conceptos como la identidad sexual o la educación.

## Obra

### Libros
- Gamestar(t): pedagogías libres en la intersección entre el arte la tecnología y los videojuegos. Sello ARSGAMES. Madrid. 2013. 166 páginas. ISBN 9788494149306.

- Postfenomenología y Tecnociencia: Conferencias en la Universidad de Pekín. (Traducción de Postphenomenology and technoscience de Don Ihde). Sello ARSGAMES. Madrid. 2015. ISBN 978-84-941-493-2-0

### Revistas y artículos
- Coordinación del monográfico Jóvenes, Tecnofilosofía y Arte Digital, Revista de estudios de Juventud nº 102, septiembre de 2013, INJUVE. 176 páginas. ISSN 0211-4364

- De la hibridación al procomún: construyendo la realidad a través de la tecnología. EN: Jóvenes, Tecnofilosofía y Arte Digital. Págs. 9-24.

- La política en la construcción del saber: tecnologías como herramientas de autogestión y transformación social. EN: Jóvenes, Tecnofilosofía y Arte Digital. Págs. 99-112.